# Dorian Salhi
Dorian Salhi (Noisy-le-Grand, 1 juni 1999) is een Frans-Algerijnse voetballer die als doelman fungeert.

## Jeudopleiding
Als jeugdspeler kwam Salhi uit voor onder andere US Torcy, AJ Auxerre en EA Guingamp.

## USL Dunkerque
In de zomer van 2018 tekent de doelman een contract bij USL Dunkerque. Hij maakt er samen met collega-doelmannen Jérémy Vachoux en Axel Maraval deel uit van de eerste ploeg. Salhi draagt bij de Noord-Franse tweedeklasser het rugnummer 16.